# Fußball-Ostasienmeisterschaft 2005
| Fußball-Ostasienmeisterschaft 2005 2005 East Asian Football Championship |                           |
|                                                                          |                           |
| Anzahl Nationen                                                          | 8 (4 Endrundenteilnehmer) |
| Ostasienmeister                                                          | VR China                  |
| Austragungsort                                                           | Südkorea                  |
| Eröffnung                                                                | 31. Juli 2005             |
| Turnierende                                                              | 7. August 2005            |
| Tore                                                                     | 10 (Ø: 1,67 pro Spiel)    |
| Torschützenkönige                                                        | 10 Spieler je 1 Tor       |

Die zweite Ausgabe der Fußball-Ostasienmeisterschaft, offiziell East Asian Football Championship 2005, wurde vom 31. Juli bis zum 7. August 2005 in Südkorea ausgetragen. Vier Mannschaften aus dem ostasiatischen Raum haben sich für die Endrunde qualifiziert. Davon waren Südkorea, VR China und Japan bereits gesetzt. Bei der Qualifikation  in Taipeh  konnte sich Nordkorea durchsetzen. Ostasienmeister 2005 wurde die Volksrepublik China. Es war Chinas erster internationaler Titelgewinn. Macau durfte aufgrund einer Suspendierung durch die FIFA nicht an der Qualifikation teilnehmen.
In der Qualifikation spielten die fünf verbandsschlechtesten Teams in einer Gruppenphase gegeneinander, dessen Sieger sich für die Endrunde qualifizierte. Der Ostasienmeister wurde durch Gruppenspiele ermittelt.
Die Siegerprämie betrug 500.000 US-Dollar. Der Zweitplatzierte erhielt 300.000, der Dritte 200.000 und der Vierte 150.000 US-Dollar.

## Austragungsort
Gastgeber des EA Football Championship 2005 war Titelverteidiger Südkorea. Das Turnier fand an drei unterschiedlichen Orten statt:
- am 31. Juli und 3. August in Daejeon im Daejeon-World-Cup-Stadion (3 Spiele)
- am 4. August in Jeonju im Jeonju-World-Cup-Stadion (1 Spiel)
- am 7. August in Daegu im Daegu-World-Cup-Stadion (2 Spiele)

Austragungsort der Qualifikationsspiele vom 5. bis zum 13. März 2005 war die taiwanische Hauptstadt Taipeh.

## Turnier

### Qualifikation
| Pl. | Land                       | Sp. | S | U | N | Tore    | Diff. | Punkte |
| --- | -------------------------- | --- | - | - | - | ------- | ----- | ------ |
| 1.  | Nordkorea                  | 4   | 4 | 0 | 0 | 031:000 | +31   | 12     |
| 2.  | Hongkong                   | 4   | 3 | 0 | 1 | 026:200 | +24   | 09     |
| 3.  | Chinesisch Taipeh (Taiwan) | 3   | 1 | 1 | 1 | 009:700 | +2    | 04     |
| 4.  | Mongolei                   | 3   | 1 | 1 | 1 | 004:130 | −9    | 04     |
| 5.  | Guam                       | 4   | 0 | 0 | 4 | 001:490 | −48   | 0      |

|                                  |   |           |             |
| 5. März 2005 um 14:00 Uhr UTC+8  |   |           |             |
| Hongkong                         | – | Mongolei  | 6:0 (3:0)   |
| 5. März 2005 um 16:30 Uhr UTC+8  |   |           |             |
| Taiwan                           | – | Guam      | 9:0 (1:0)   |
| 7. März 2005 um 14:00 Uhr UTC+8  |   |           |             |
| Guam                             | – | Hongkong  | 0:15 (0:12) |
| 7. März 2005 um 16:30 Uhr UTC+8  |   |           |             |
| Nordkorea                        | – | Mongolei  | 6:0 (4:0)   |
| 9. März 2005 um 14:00 Uhr UTC+8  |   |           |             |
| Taiwan                           | – | Nordkorea | 0:2 (0:2)   |
| 9. März 2005 um 16:30 Uhr UTC+8  |   |           |             |
| Mongolei                         | – | Guam      | 4:1 (2:0)   |
| 11. März 2005 um 14:00 Uhr UTC+8 |   |           |             |
| Taiwan                           | – | Hongkong  | 0:5 (0:3)   |
| 11. März 2005 um 16:30 Uhr UTC+8 |   |           |             |
| Guam                             | – | Nordkorea | 0:21 (0:10) |
| 13. März 2005 um 14:00 Uhr UTC+8 |   |           |             |
| Hongkong                         | – | Nordkorea | 0:2 (0:1)   |
| 13. März 2005 um 16:30 Uhr UTC+8 |   |           |             |
| Taiwan                           | – | Mongolei  | 0:0         |

| Bester Torhüter | Bester Abwehrspieler | Bester Torschütze        | Wertvollster Spieler | Fair-Play-Award |
| --------------- | -------------------- | ------------------------ | -------------------- | --------------- |
| Fan Chun Yip    | Jang Sok-chol        | Kim Kwang-hyok (10 Tore) | Kim Yong-jun         | Mongolei        |

### Endrunde
| Pl. | Land                | Sp. | S | U | N | Tore    | Diff. | Punkte |
| --- | ------------------- | --- | - | - | - | ------- | ----- | ------ |
| 1.  | Volksrepublik China | 3   | 1 | 2 | 0 | 005:300 | +2    | 05     |
| 2.  | Japan               | 3   | 1 | 1 | 1 | 003:300 | ±0    | 04     |
| 3.  | Nordkorea           | 3   | 1 | 1 | 1 | 001:200 | −1    | 04     |
| 4.  | Südkorea            | 3   | 0 | 2 | 1 | 001:200 | −1    | 02     |

|                           |   |           |           |
| 31. Juli 2005 in Daejeon  |   |           |           |
| Nordkorea                 | – | Japan     | 1:0 (0:0) |
| Südkorea                  | – | China     | 1:1 (1:0) |
| 3. August 2005 in Daejeon |   |           |           |
| Japan                     | – | China     | 2:2 (0:2) |
| 4. August 2005 in Jeonju  |   |           |           |
| Südkorea                  | – | Nordkorea | 0:0       |
| 7. August 2005 in Daegu   |   |           |           |
| China                     | – | Nordkorea | 2:0 (1:0) |
| Südkorea                  | – | Japan     | 0:1 (0:0) |

| Bester Torhüter | Bester Abwehrspieler | Wertvollster Spieler | Fair-Play-Award |
| --------------- | -------------------- | -------------------- | --------------- |
| Lee Woon-jae    | Zhang Yaokun         | Ji Mingyi            | Japan           |

## Gesamtwertung
1. Volksrepublik China
2. Japan
3. Nordkorea
4. Südkorea
5. Hongkong
6. Chinesisch Taipeh
7. Mongolei
8. Guam